# Gómez Farías (Chihuahua)
Valentín Gómez Farías, más conocida únicamente como Gómez Farías, es una población del estado mexicano de Chihuahua, localizada al occidente del estado. Es cabecera del municipio de Gómez Farías.

## Historia

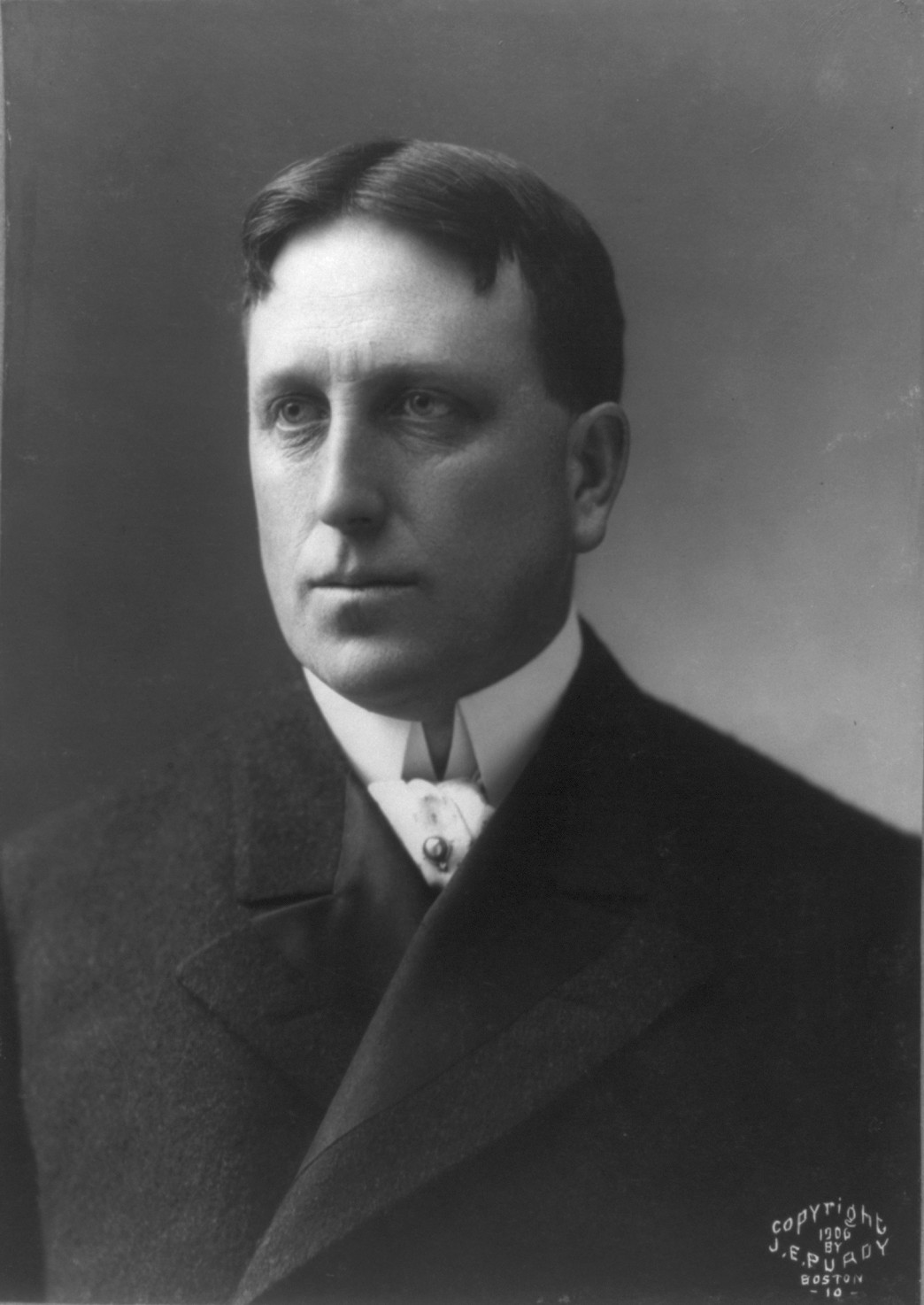
William Randolph Hearst, propietario del latifundio de Babícora, donde hoy se asienta Gómez Farías.

Los terrenos donde se asienta la actual población de Gómez Farías fueron en tiempos coloniales propiedad de la comunidad tarahumara del pueblo de Yepómare, a los que la corona española extendió títulos de propiedad de ocho sitios de ganado mayor. Sin embargo durante el fin de la colonia española y los inicios de la vida independiente de México, dichos terrenos quedaron mayoritariamente abandonados debido a las frecuentes incursiones apaches que asolaron el estado de Chihuahua durante gran parte del siglo XIX.
En consecuencia y tras las aplicación de las leyes de Reforma, en particular de la ley Lerdo o Ley de Desamortización de las Fincas Rústicas y Urbanas de las Corporaciones Civiles y Religiosas de México, en 1856, dichos terrenos fueron denunciados por particulares y al poco tiempo constituyeron la gigantesca Hacienda de Babícora; latifundio perteneciente al magnate de los medios estadounidense William Randolph Hearst.
De gran riqueza agrícola y ganadera, debido a la cercanía de sus tierras con la Laguna de Babícora, constituyó un emporio económico. Hearst logró mantener la propiedad de su latifundio aun por sobre los vaivenes políticos causados por la Revolución Mexicana, uno de cuyos principales objetivos era el reparto de la tierra acaparada por lo grandes propietarios a los campesinos sin propiedad; lo hizo principalmente apoyando económicamente a las diversas facciones en lucha, primero a al gobierno porfirista y luego a los revolucionarios.
En 1928 tiene lugar el origen del hoy pueblo de Gómez Farías, cuando un agricultor de nombre Uriel Márquez arrendó a la Hacienda de Babícora las tierras de labor inmediatas, y con el permiso de los propietarios construyó una casa y le dio al asentamiento el nombre de Rancho Nuevo. Pronto se convirtió en un foco de atracción para pobladores que llegaban a cultivar las ricas tierras de Babícora, aumentando su población y recibiendo entonces el nombre de La Boquilla y Anexas, en aquel momento pertenecía políticamente al municipio de Temósachic, el 9 de octubre de 1939 recibió la categoría de sección municipal del municipio de Temósachi. Sería en el gobierno de Adolfo Ruiz Cortines cuando finalmente el gobierno mexicano decretaría la expropiación de los terrenos de la Hacienda de Babícora y procedería a su reparto a los campesinos.
Finalmente, el 7 de diciembre de 1951 el Congreso de Chihuahua emitió un decreto que entró en vigor el 15 de diciembre del mismo año, mediante el cual se constituía el nuevo municipio de Gómez Farías, segregando su territorio del de Temósachi; y señaló a La Boquilla y Anexas como su cabecera municipal, dándole el nuevo ombre de Gómez Farías y la categoría de pueblo. En 1995 el nuevo Código Municipal del estado definió la denominación de la localidad como Valentín Gómez Farías.

## Localización y demografía
Gómez Farías se encuentra localizado en el occidente del estado de Chihuahua, su entorno es un valle lacustre ubicado entre montañas que son las primeras estribaciones de la Sierra Madre Occidental, a unos kilómetros al oeste de la población se encuentra la Laguna de Babícora, misma que normalmente fluctúa su nivel de acuerdo a las temporadas de lluvia o sequía. 
Sus coordenadas geográficas son 29°21′25″N 107°44′16″O / 29.35694, -107.73778 y a una altitud de 2 156 metros sobre el nivel del mar. Su principal vía de comunicación es la Carretera estatal 10 de Chihuahua que comunica todo el noroeste del estado a partir de la ciudad de Cuauhtémoc y hasta la población de San Buenaventura. Existen además otras carreteras de orden estatal que rodeando la laguna la comunican con Nicolás Bravo y la ciudad de Madera.
De acuerdo a los resultados del Censo de Población y Vivienda realizado por el Instituto Nacional de Estadística y Geografía en 2010, la población total de Gómez Farías es de 5 330 habitantes, de los que 2 613 son hombres y 2 717 son mujeres. Lo que la convierte en la vigésimo octava localidad más poblada del estado de Chihuahua.